# العلاقات التشيكية الميكرونيسية
العلاقات التشيكية الميكرونيسية هي العلاقات الثنائية التي تجمع بين التشيك وولايات ميكرونيسيا المتحدة.

## مقارنة بين البلدين
هذه مقارنة عامة ومرجعية للدولتين:
| وجه المقارنة                                              | التشيك                                                                            | ولايات ميكرونيسيا المتحدة |
| --------------------------------------------------------- | --------------------------------------------------------------------------------- | ------------------------- |
| المساحة (كم2)                                             | 78.87 ألف                                                                         | 702                       |
| عدد السكان (نسمة)                                         | 10.52 مليون                                                                       | 105.54 ألف                |
| الكثافة السكانية (ن./كم²)                                 | 133.38                                                                            | 15.03 ألف                 |
| العاصمة                                                   | براغ                                                                              | باليكير                   |
| اللغة الرسمية                                             | اللغة التشيكية                                                                    | لغة إنجليزية              |
| العملة                                                    | كرونة تشيكية، كرونة تشيكوسلوفاكية                                                 | دولار أمريكي              |
| الناتج المحلي الإجمالي (بليون دولار)                      | 215.73 مليار                                                                      | 336.43 مليون              |
| الناتج المحلي الإجمالي (تعادل القوة الشرائية) بليون دولار | 356.15 مليار                                                                      | 365.27 مليون              |
| الناتج المحلي الإجمالي الاسمي للفرد دولار أمريكي          | 17.55 ألف                                                                         | 3.02 ألف                  |
| الناتج المحلي الإجمالي للفرد دولار أمريكي                 | 31.19 ألف                                                                         |                           |
| مؤشر التنمية البشرية                                      | 0.878                                                                             | 0.640                     |
| رمز المكالمات الدولي                                      | +420                                                                              | +691                      |
| رمز الإنترنت                                              | .cz                                                                               | .fm                       |
| المنطقة الزمنية                                           | ت ع م+01:00، ت ع م+02:00، توقيت وسط أوروبا، توقيت وسط أوروبا الصيفي، أوروبا/براغ ‏ |                           |

## منظمات دولية مشتركة
يشترك البلدان في عضوية مجموعة من المنظمات الدولية، منها:
| علم المنظمة | اسم المنظمة                               | تاريخ انضمام التشيك | تاريخ انضمام ولايات ميكرونيسيا المتحدة |
| ----------- | ----------------------------------------- | ------------------- | -------------------------------------- |
|             | مؤسسة التنمية الدولية                     | 1993                | 24 يونيو 1993                          |
|             | مؤسسة التمويل الدولية                     | 1993                | 24 يونيو 1993                          |
|             | منظمة حظر الأسلحة الكيميائية              | ?                   | ?                                      |
|             | الأمم المتحدة                             | 19 يناير 1993       | 17 سبتمبر 1991                         |
|             | الاتحاد الدولي للاتصالات                  | 1993                | 18 مارس 1993                           |
|             | البنك الدولي للإنشاء والتعمير             | 1993                | 24 يونيو 1993                          |
|             | المركز الدولي لتسوية المنازعات الاستشارية | 22 أبريل 1993       | 24 يوليو 1993                          |
|             | وكالة ضمان الاستثمار متعدد الأطراف        | 1993                | 11 أغسطس 1993                          |
|             | يونسكو                                    | 22 فبراير 1993      | 19 أكتوبر 1999                         |

## وصلات خارجية
- موقع وزارة الخارجية التشيكية